# Famille Hédervári
La famille Hédervári (en hongrois : Hédervári család) est une ancienne famille aristocratique hongroise.

## Origines
La famille est issue de Héder, palatin de Hongrie sous Géza II, probablement originaire de Carinthie. Son frère Wolfer fait construire un monastère bénédictin à Németújvár où il est lui-même enterré. Wolfer est à l'origine de la famille Kőszegi.
La famille tire son nom de son fief historique de Hédervár, dans le comté de Győr-Moson-Sopron en Hongrie. Au XIVe siècle, ses membres sont nommés selon différentes formes. Ainsi Péter, médecin, est mentionné en 1314 comme „de Castro Hedrici”, maître Dezső „de Heydreh” (1317), „in castri Hedrici”  (1322), „Hedrukvar” ou encore „Hderukvara” (1330).
Hédervár passe, avec Katalin Hédervári († 1680), héritière du domaine et dernière du nom, à son époux János Viczay de Loós. Leurs descendants porteront le nom de Viczay de Loós et Hédervár.
Károly Khuen-Héderváry, née Khuen de Belás de Antal comte Khuen de Belás (1817–1886) et de la baronne Angelika Izdenczi (1823–1894), reçoit l'autorisation de reprendre de nom ancestral de Héderváry et de s'appeler à l'avenir Khuen-Héderváry. Il était le neveu de Mária Khuen (1811-1848), épouse du comte Károly Viczay de Loós et Hédervár (1802–1867), sans descendance.

## Membres notables
- Héder († après 1164), ou ispán Hedrich/Henrik, fut Juge suprême du Royaume de Hongrie, Palatin de Hongrie (1162–1164) et fondateur de la famille Hédervári.
- Miklós II Hédervári (fl. 1309-1330), főispán de Győr. Père du suivant.
  - Miklós III Hédervári (hu). Il fut Maître des portes de la Reine (királyné főajtónálló mestere) et főispán des comtés de Moson, Fejér et Tolna. Père des suivants:
    - Dienes III Hédervári, chanoine de Győr (1382).
    - István II Hédervári, főispán de Nógrád (1388).
- Lőrinc III Hédervári (hu), főispán, grand-maréchal de la cour (lovászmester) puis Palatin de Hongrie (1437–1447).
- Imre Hédervári († vers 1480), bán de Macsó (1442-1445), főispán de Moson (1447), Pozsony (1449), Maître des portes.
- László Hédervári (hu)  († vers 1468), évêque d'Eger, proche soutien de Jean Hunyadi et du roi Matthias.
- István VIII Hédervári (hu), père des suivants:
  - István IX Hédervári (hu) (1619-1646), Maître de la Table de la Reine (Asztalnokmester).
  - János IX Hédervári (hu) (1620-1662), évêque titulaire, chanoine de Győr et archidiacre de Komárom.